# Catherine Tate
Catherine Tate, pseudonimo di Catherine Jane Ford (Bloomsbury, 5 dicembre 1969), è un'attrice e comica britannica.
Ha ricevuto numerosi premi per il suo lavoro nel programma The Catherine Tate Show, grazie al quale è stata nominata anche per un Premio Emmy e quattro BAFTA Awards. La Tate è famosa anche per aver interpretato il ruolo di Donna Noble nell'episodio speciale natalizio nel 2006 di Doctor Who, ruolo che riprenderà nel 2008 nella quarta stagione della serie, diventando temporaneamente la compagna del Dottore. Tra il 2011 e il 2013 ha interpretato il ruolo ricorrente di Nellie Bertram nella versione statunitense di The Office e dal 2013 al 2014 è stata impegnata nella sitcom Big School nel ruolo della protagonista Sarah Postern.

## Biografia
Catherine Tate è nata a Bloomsbury a Londra ed è cresciuta al Brunswick Centre. Sua madre, Josephine, era una fiorista e l'attrice ha dichiarato che il personaggio di Margaret del The Catherine Tate Show è basato proprio su sua madre. Catherine non conobbe mai suo padre, che uscì molto presto dalla sua vita e di conseguenza è stata cresciuta in un ambiente a prevalenza femminile. Da bambina soffriva di un disturbo ossessivo-compulsivo centrato sulla associazione di parole.
Ha frequentato una scuola elementare cattolica locale e successivamente la Notre Dame High School di Southwark, una scuola media gestita da suore. Durante l'adolescenza Catherine capì che voleva intraprendere la carriera d'attrice e perciò all'età di sedici anni si iscrisse al Salesian College di Battersea, che aveva le strutture adatte per la recitazione, ma si ritirò dalla scuola prima di ottenere il diploma. Successivamente, dopo quattro anni di tentativi, venne accettata alla Royal Central School of Speech and Drama dove studiò per tre anni. Prima di essere accettata alla Central School of Speech and Drama aveva frequentato per una sola settimana la Sylvia Young Theatre School ma si ritirò subito perché: «Anche a quell'età avevo capito che non ero Bonnie Langford. È stato molto competitivo».

## Filmografia parziale

### Attrice

#### Cinema
- Amore e altri disastri (Love and Other Disasters), regia di Alek Keshishian (2006)
- Il quiz dell'amore (Starter for 10), regia di Tom Vaughan (2006)
- Sixty Six, regia di Paul Weiland (2006)
- Scenes of a Sexual Nature, regia di Ed Blum (2006)
- Mrs. Ratcliffe's Revolution, regia di Bille Eltringham (2007)
- I fantastici viaggi di Gulliver (Gulliver's Travels), regia di Rob Letterman (2010)
- Monte Carlo, regia di Thomas Bezucha (2011)

- SuperBob, regia di Jon Drever (2015)
- The Nan Movie, regia di Josie Rourke (2022)

### Televisione
- Surgical Spirit – serie TV, episodio 3x01 (1991)

- Metropolitan Police (The Bill) – serial TV, puntate 9x99-10x143 (1993-1994)
- Milner, regia di John Strickland – film TV (1994)
- Men Behaving Badly – serie TV, episodi 3x03 (1998)
- London's Burning – serie TV, episodi 11x06 (1998)
- Big Train – serie TV, 7 episodi (1998-2002)
- That Peter Kay Thing – serie TV, episodi 1x05 (2000)
- Harry Hill – serie TV, 4 episodi (2000)
- Attention Scum – serie TV, 6 episodi (2001)
- TV Go Home – serie TV, episodi sconosciuti (2001)
- Wild West – serie TV, 6 episodi (2004)
- The Catherine Tate Show – serie TV, 22 episodi (2004-2009)
- Miss Marple (Agatha Christie's Marple) – serie TV, episodio 1x04 (2005)
- Comic Relief: Red Nose Night Live 05 – film TV (2005)
- Twisted Tales – serie TV, episodi 1x11 (2005)
- Bleak House – miniserie TV, puntata 04 (2005)
- Doctor Who – serie TV, 17 episodi (2006, 2008-2010-2023)
- The Bad Mother's Handbook, regia di Robin Shepperd – film TV (2007)
- Comic Relief 2007: The Big One – film TV (2007)
- Comic Relief 2009 –  film TV (2009)
- The One Ronnie – film TV (2010)
- Dick and Dom's Funny Business – serie TV, episodi 1x09 (2011)
- The Office – serie TV, 34 episodi (2011-2013)
- This Is Jinsy – serie TV, episodio 1x03 (2011)
- Playhouse Presents – serie TV, episodio 1x11 (2012)
- Big School – serie TV, 12 episodi (2013-2014)
- Catherine Tate's Nan – serie TV, episodi 1x01-1x02 (2015)
- The Vote, regia di Josie Rourke – film TV (2015)
- Hard Cell – serie TV, 6 episodi (2022- in corso)

### Doppiatrice

#### Cinema
- Khumba, regia di Anthony Silverston (2013)
- Monster Family, regia di Holger Tappe (2017)
- Monster Family 2, regia di Holger Tappe (2021)

#### Televisione
- DuckTales – serie animata, 9 episodi (2017-2021) – Amelia
- The Brilliant World of Tom Gates – serie animata, 10 episodi (2021-in corso)

## Teatro (parziale)
- La via del mondo, di William Congreve. National Theatre di Londra (1995)
- Il servitore di due padroni, di Carlo Goldoni. Royal Shakespeare Theatre di Stratford (2000)
- Molto rumore per nulla, di William Shakespeare. Wyndham's Theatre di Londra (2011)
- Assassins, libretto di John Weidman, colonna sonora di Stephen Sondheim. Menier Chocolate Factory di Londra (2014)
- The Catherine Tate Show: Live, di Catherine Tate. Tour britannico (2016)

## Doppiatrici italiane
Nelle versioni in italiano dei suoi film, Catherine Tate è stata doppiata da:
- Alessandra Korompay in Doctor Who
- Monica Vulcano in Doctor Who (ep. 2x13)
- Syusy Blady in I fantastici viaggi di Gulliver
- Beatrice Margiotti in Amori e altri disastri
- Anna Cugini in The Office
- Valeria Perilli in Montecarlo
- Tiziana Avarista in Sixty Six

Da doppiatrice è sostituita da:
- Tiziana Avarista in Khumba - Cercasi strisce disperatamente
- Graziella Polesinanti in Monster Family
- Ludovica Modugno in DuckTales (ep. 1x05-3x08)
- Franca D'Amato in DuckTales (ep. 3x21-3x22)